# La Selle-en-Luitré
La Selle-en-Luitré település Franciaországban, Ille-et-Vilaine megyében. Lakosainak száma 618 fő (2022. január 1.). La Selle-en-Luitré Beaucé, Fougères, Javené, Luitré-Dompierre és La Chapelle-Fleurigné községekkel határos.

## Népesség
A település népességének változása:
| Lakosok száma | 350  | 347  | 385  | 527  | 585  | 582  | 613  | 616  | 617  | 618  |
|               | 1968 | 1982 | 1990 | 2006 | 2013 | 2015 | 2017 | 2019 | 2020 | 2022 |